# Leone IV d'Armenia
Leone IV d'Armenia, anche Leone III ((HY)  Լեիոն Գ: Levon III; 1287/1289 – Anazarbe, 7 novembre 1307), insieme a suo zio Aitone II fu re della Piccola Armenia dal 1303 o 1305 al 1307, mentre questa era uno stato cliente dell'Impero mongolo.

## Biografia

### Famiglia
Apparteneva alla famiglia degli Hetumidi, era figlio di Teodoro III e Margherita di Lusignano (circa 1276 - 1296, Armenia), figlia del re Ugo III di Cipro.
Nel 1305 si sposò con la cugina Agnese (Maria) di Lusignano (morta nel 1309), figlia della Principessa Zabel (c. 1276 - assassinata a Sis nel maggio 1323) e di Amalrico di Tiro; non ebbe figli.

### Regno
Leone ricevette la corona nel 1303 o nel 1305, quando il re suo zio, Aitone II, si fece monaco francescano con il nome di Giovanni, mantenendo però la carica di Reggente d’Armenia.
Nel 1304 i Mamelucchi continuarono i loro assalti alla Cilicia armena e riuscirono a riprendere tutti i territori che gli armeni avevano acquisito con l'aiuto dei mongoli. 
Nel 1305 Aitone e Leone guidarono un esercito armeno alla vittoria sugli scorridori Mamelucchi, nella battaglia di Laiazzo.
Nel 1307 mentre si trovavano vicino ad Anazarbe nell'accampamento di Bilarghu, generale o rappresentante Mongolo in Cilicia recentemente convertito all'Islam,
Leone con lo zio Aitone ed il loro intero entourage furono assassinati da un ufficiale mongolo fanatico, per ordine dallo stesso Bilarghu,
a seguito di un complotto interno contro gli sforzi di Aitone tesi ad unire la Chiesa armena a Roma.
Gli successe suo zio Oscin.

## Ascendenza
|                                       |                    |                                        | Genitori                              |  |  | Nonni |  |  | Bisnonni                           |  |  | Trisnonni                       |  |
|                                       |                    |                                        |                                       |  |  |       |  |  | Aitone I, re della Piccola Armenia |  |  | Costantino, signore di Barbaron |  |
|                                       |                    |                                        |                                       |  |  |       |  |  | Aitone I, re della Piccola Armenia |  |  | Costantino, signore di Barbaron |  |
|                                       |                    | Alice di Lampron                       |                                       |  |  |       |  |  | Aitone I, re della Piccola Armenia |  |  |                                 |  |
| Leone III, re della Piccola Armenia   |                    |                                        |                                       |  |  |       |  |  | Aitone I, re della Piccola Armenia |  |  |                                 |  |
|                                       |                    | Isabella, regina della Piccola Armenia | Leone II, re della Piccola Armenia    |  |  |       |  |  |                                    |  |  |                                 |  |
|                                       |                    | Isabella, regina della Piccola Armenia | Leone II, re della Piccola Armenia    |  |  |       |  |  |                                    |  |  |                                 |  |
|                                       |                    | Isabella, regina della Piccola Armenia | Sibilla di Lusignano                  |  |  |       |  |  |                                    |  |  |                                 |  |
| Teodoro III, re della Piccola Armenia |                    | Isabella, regina della Piccola Armenia |                                       |  |  |       |  |  |                                    |  |  |                                 |  |
|                                       |                    | Aitone IV, signore di Lampron          | Costantino, signore di Lampron        |  |  |       |  |  |                                    |  |  |                                 |  |
|                                       |                    | Aitone IV, signore di Lampron          | Costantino, signore di Lampron        |  |  |       |  |  |                                    |  |  |                                 |  |
|                                       |                    | Aitone IV, signore di Lampron          | Stefania di Barbaron                  |  |  |       |  |  |                                    |  |  |                                 |  |
| Keran di Lampron                      |                    | Aitone IV, signore di Lampron          |                                       |  |  |       |  |  |                                    |  |  |                                 |  |
|                                       |                    | Eschiva d'Antiochia                    | Raimondo Rupeno, principe d'Antiochia |  |  |       |  |  |                                    |  |  |                                 |  |
|                                       |                    | Eschiva d'Antiochia                    | Raimondo Rupeno, principe d'Antiochia |  |  |       |  |  |                                    |  |  |                                 |  |
|                                       |                    | Eschiva d'Antiochia                    | Helvis di Lusignano                   |  |  |       |  |  |                                    |  |  |                                 |  |
| Leone IV, re della Piccola Armenia    |                    | Eschiva d'Antiochia                    |                                       |  |  |       |  |  |                                    |  |  |                                 |  |
|                                       | Enrico d'Antiochia | Boemondo IV, principe d'Antiochia      |                                       |  |  |       |  |  |                                    |  |  |                                 |  |
|                                       | Enrico d'Antiochia | Boemondo IV, principe d'Antiochia      |                                       |  |  |       |  |  |                                    |  |  |                                 |  |
|                                       | Enrico d'Antiochia | Piacenza Embriaco di Gibelletto        |                                       |  |  |       |  |  |                                    |  |  |                                 |  |
| Ugo III, re di Cipro                  | Enrico d'Antiochia |                                        |                                       |  |  |       |  |  |                                    |  |  |                                 |  |
|                                       |                    | Isabella di Lusignano                  | Ugo I, re di Cipro                    |  |  |       |  |  |                                    |  |  |                                 |  |
|                                       |                    | Isabella di Lusignano                  | Ugo I, re di Cipro                    |  |  |       |  |  |                                    |  |  |                                 |  |
|                                       |                    | Isabella di Lusignano                  | Alice di Champagne                    |  |  |       |  |  |                                    |  |  |                                 |  |
| Margherita di Lusignano               |                    | Isabella di Lusignano                  |                                       |  |  |       |  |  |                                    |  |  |                                 |  |
|                                       |                    | Guido d'Ibelin                         | Giovanni d'Ibelin, signore di Beirut  |  |  |       |  |  |                                    |  |  |                                 |  |
|                                       |                    | Guido d'Ibelin                         | Giovanni d'Ibelin, signore di Beirut  |  |  |       |  |  |                                    |  |  |                                 |  |
|                                       |                    | Guido d'Ibelin                         | Melisenda d'Arsur                     |  |  |       |  |  |                                    |  |  |                                 |  |
| Isabella d'Ibelin                     |                    | Guido d'Ibelin                         |                                       |  |  |       |  |  |                                    |  |  |                                 |  |
|                                       |                    | Filippa di Barlais                     | Amalrico di Barlais                   |  |  |       |  |  |                                    |  |  |                                 |  |
|                                       |                    | Filippa di Barlais                     | Amalrico di Barlais                   |  |  |       |  |  |                                    |  |  |                                 |  |
|                                       |                    | Filippa di Barlais                     | Agnese di Margat                      |  |  |       |  |  |                                    |  |  |                                 |  |
|                                       |                    | Filippa di Barlais                     |                                       |  |  |       |  |  |                                    |  |  |                                 |  |